# Калуський районний будинок культури

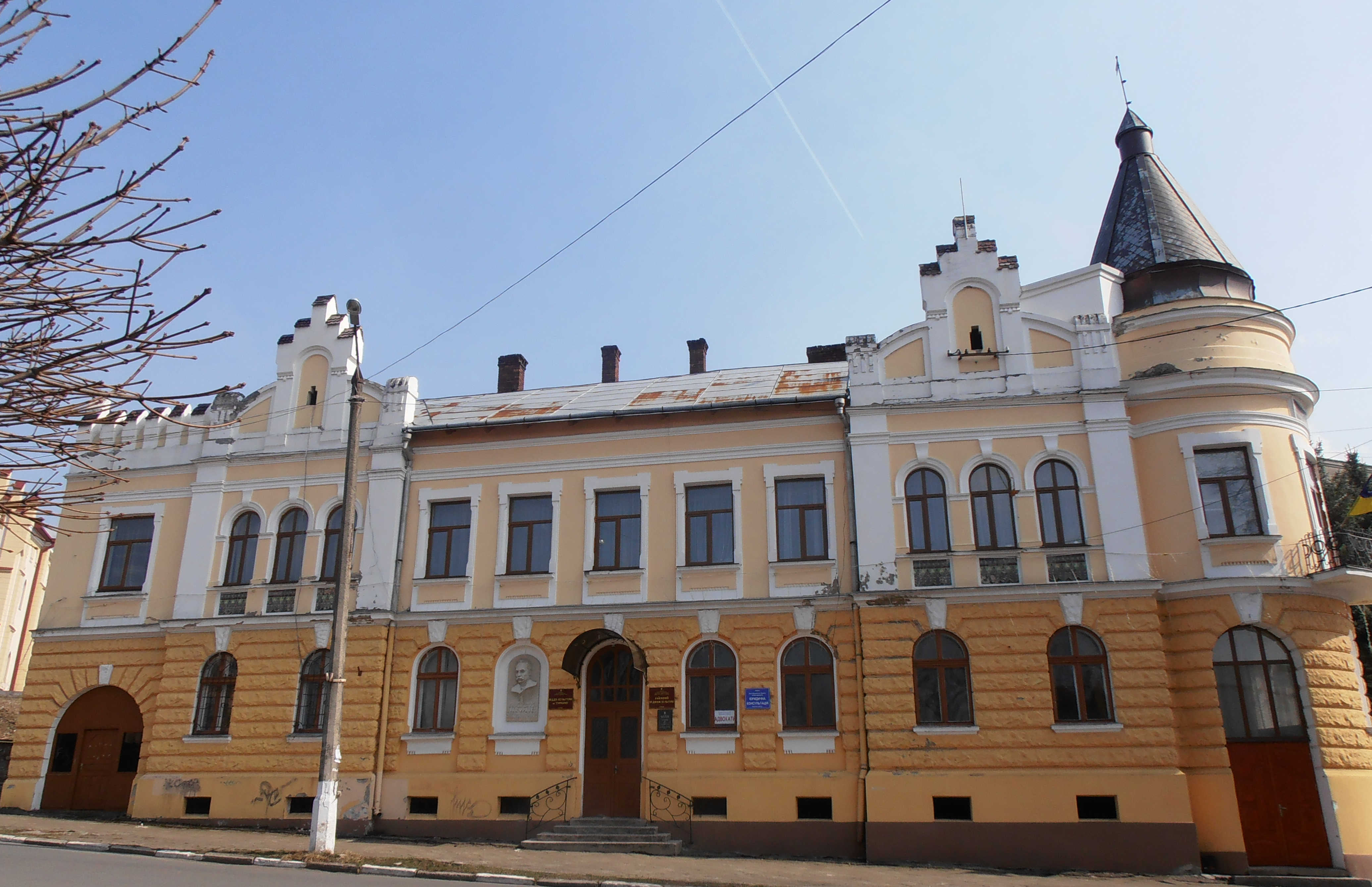
Районний будинок культури

Калуський районний будинок культури, український народний дім - двоповерхова споруда по вул.Шевченка у  м. Калуш Івано-Франківській області, осередок культурного життя міста. В приміщенні  будинку знаходиться відділ культури Калуської районної адміністрації, пам'ятна дошка І. Я. Франка та меморіальна дошка Івану Куровцю.

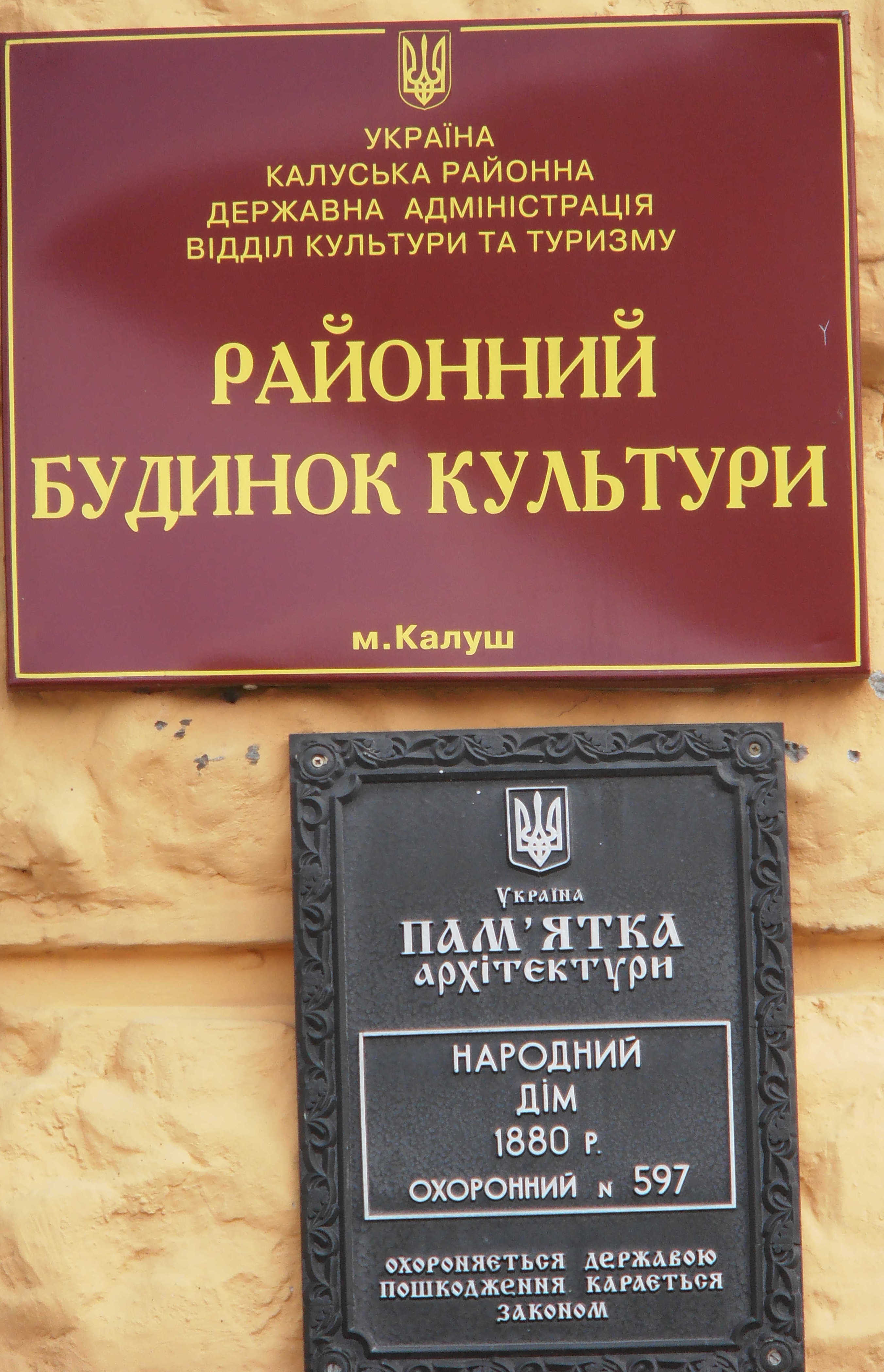
Пам'ятка культури

Є пам'яткою архітектури м.Калуш. Туристичний об'єкт місцевого значення.

## Історія
У 1880 році біло споруджено дерев’яне приміщення Народного дому на вулиці Підвальній, поблизу нинішньої Виставкової зали, у якому відбувалися всі події громадсько-політичного життя міста до 1914 року.
Самим головним надбанням вечорів став виступ видатного патріота і народного активіста Івана Яковича Франка. Подробиці зустрічі можна дізнатися з інформаційної таблички-пам`ятки, яка розміщена на стінах будинку.
Датою будівництва сучасного будинку культури вважається 1907 рік, (вона зафіксована на флюгері куполу будинку) а роком раніше у місті перебував із візитом митрополит і глава УГКЦ Андрей Шептицький, який освятив будівництво народного дому для калушан. Однак, добудова споруди тривала до 1914 року.
У 1917 р. будівля Народного дому була зруйнована. Після завершення  війни, калушани власним коштом відбудували важливу культурну пам’ятку міста.
Із часу своєї побудови, Народний дім став колискою української культури міста. Тут був створений український клуб. Тут була розташована калуська філія товариства “Просвіта”, де гартувалася свідома українська громадськість. Тут базувалося і спортивно-патріотичне товариство “Сокіл”.
У Народного дому відбувалося безліч концертів, творчих вечорів. У 1914 році відзначали 100-річчя з дня народження Тараса Шевченка, 100-річчя від дня народження Маркіяна Шашкевича, де промову про о. Маркіяна виголосив Михайло Козоріс.
Внаслідок польсько-української війни 1918-1919 рр. у липні 1919 р. вся Галичина і зокрема м. Калуш були окуповані Польщею. У львівській газеті “Діло” за 14 жовтня 1922 р. знаходимо досить цікавий епізод про каральні експедиції польських військ на Калущині, що відбулися на початку жовтня 1922 р. Далі подаємо оригінал витягу із газети:
“Дня 7 Х. (7 жовтня – Авт.) прийшов в гостину до калуського повіту баталіон польського війська 53 пп.”, – йдеться у статті львівської газети за 14 жовтня 1922 р.
53 кресовий (можливо прикордонний) стрілецький піхотний полк  (53 Pułk Piechoty Strzelców Kresowych) – піхотний підрозділ Війська Польського у Франції та Війська Польського Другої Речі Посполитої (1918-1939). Полк перебував у Стрийському гарнізоні до вересня 1939 року. Входив до 11-ї Карпатської піхотної дивізії.
Що ж робив цей полк у Калуші на початку жовтня 1922 р?
Читаємо далі із витягу газети Діло:
“Першою жертвою цеї гостини впав будинок “Народнього Дому”, а саме командант баталіону насильно зайняв для всього війська салю мимо спротиву зі сторони голови товариства, котрий доказував, що цілий будинок товариства як знищений цілковито в 1917 р., а опісля в цілості відбудований є вільний від всяких реквізицій. Супроти цього підписаний Виділ і Надзірня комісія товариства “Народний дім” в Калуши закладає проти цего безправного вчинку протест в надії, що чейже у верховних польських властей він найде відповідний відгомін і спричинить відповідні протизарядження як малу сатисфакцію для доконаного вчинку.
         Виділ і Надзірна комісія протестує рівночасно і проти цего, що згаданий командант баталіону відмовився дати на письмі посвідку реквірації, як також вкінці проти цего, що ані політична власть місцева, ані магістрат не вчинили ніяких протикроків хоч військо вже два дні наперед мало готові квартири в цілому місті.
Підписи: д-р Іван Саноцький голова, Ярослав Павлусевич секретар, о. Володимир Тисовський, інж. Михайло Чорпіта, Степанія Чорлітова, Онуфрей Курдидик, Степан Загаєвич, Тимко Бариш, Дідошак Іван, Кость Сербин, Степан Пукіш як члени виділу, о. Никола Янович, Вікентій Микласевич, Пилим Гумінілович як члени Надзірної комісії
        Калуш, 9 жовтня 1922
«Народний дім» потерпів справді великі втрати, знищення і шкоди, та що його тільки зусиллями кращих громадян Калуша недавно відновлено. – Ред.”, — зі статті газети “Діло” за 14 жовтня 1922 р.
На диво, чисто випадково натрапляємо на відомості про те, що декількох осіб, з-поміж тих, що підписалися під цією заявою товариства “Народний дім”, було заарештовано через декілька днів нібито “в пошукуванню за бомбами, гранатами, саботажем за всходньою Малопольською і Бог зна ще за чим”.
Із моменту приходу радянської влади на територію Калуша Народний дім перетворився у районний будинок культури, але у 1989-1991 роках став осередком відновлення української культури Калуша. Тут базувалося товариство “Відродження”, яке на початку 1990-х років вело активну патріотичну діяльність не тільки у Калуші, а й у Східній Україні. Деякий час тут базувалася дитяча спілка “Соколята”.

## Архітектура
Конструкція споруди якої загорнута в Г-подібну форму. У центрі вибудувана шатроподібна (конусна) вежа з мереживним балкончиком добре помітна з усіх боків вулиці. Стиль архітектури визначається як ранній модерн.  Всі деталі будівлі збереглися у відмінному стані, її часто ремонтують і проводять реставраційні роботи інтер'єру. Неподалік є старовинна міська ратуша із цікавою історією.

## Охоронний статус
Має охоронний номер №597 як пам'ятка архітектури від 1880 року.